# Žabník kopinatý
Žabník kopinatý (Alisma lanceolatum) je druh jednoděložných rostlin z čeledi žabníkovité (Alismataceae).

## Popis
Jedná se o vytrvalou bahenní až vodní rostlinu, dorůstá výšky cca 20-100 cm  s hlíznatým oddenkem. Listy jsou řapíkaté, uspořádány do přízemní růžice, čepele jsou eliptické až kopinaté, na bázi většinou klínovité. Květy jsou uspořádány do květenství, jedná se o přeslenatou vrcholovou latu. Okvětí je rozlišeno na kalich a korunu. Kališní lístky jsou 3, korunní také 3, korunní lístky jsou narůžovělé, většinou nikoliv čistě bílé jako u podobného žabníku jitrocelového. Květy se otevírají hlavně dopoledne . Gyneceum je apokarpní. Čnělka je esovitě prohnutá a bliznová část zabírá více než 1/3 délky čnělky. Plodem jsou nažky uspořádané v souplodí.

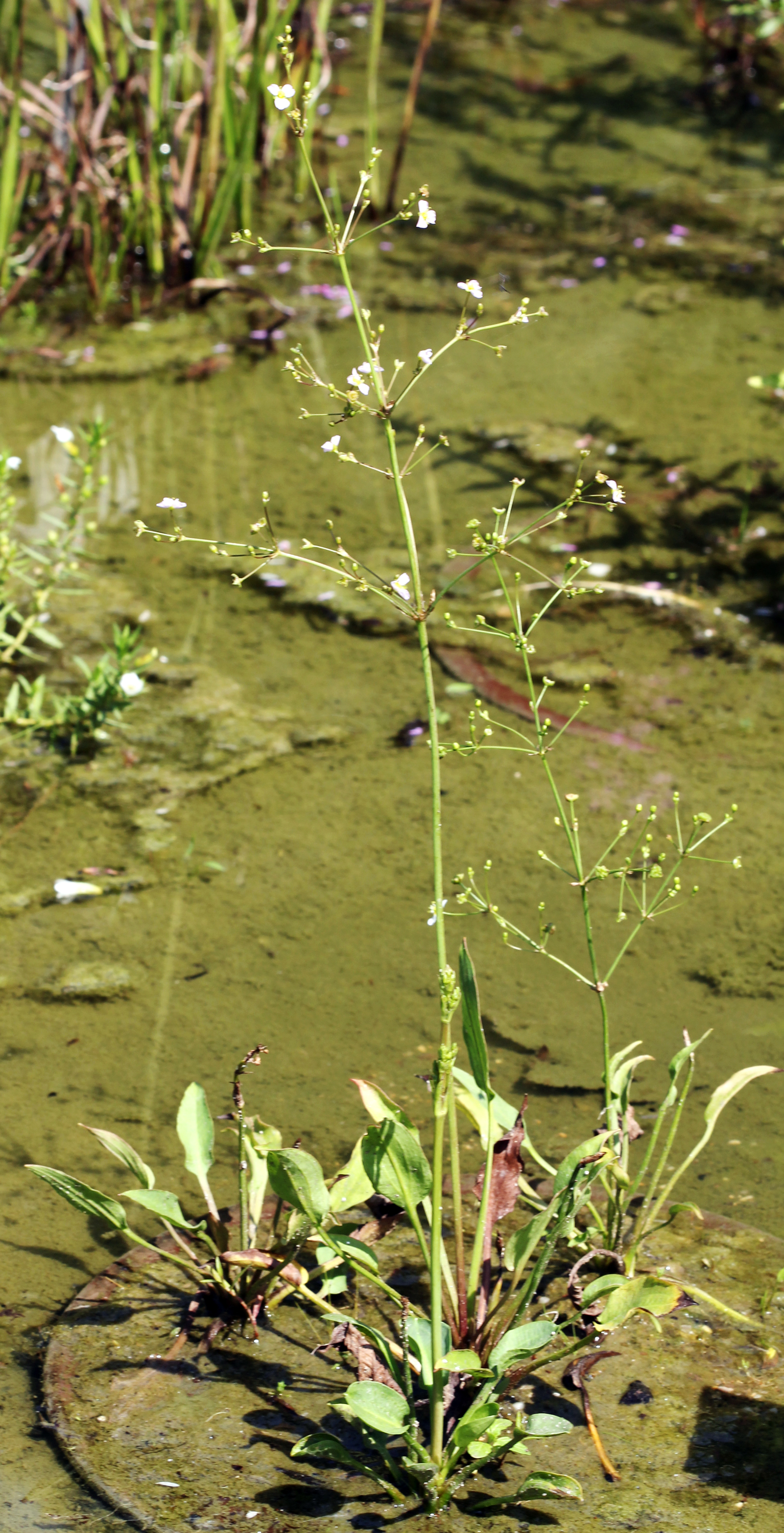
Žabník kopinatý, Botanická zahrada UK, Praha

## Rozšíření ve světě
Žabník kopinatý roste přirozeně v Evropě a západní Asii, na jih sahá až do severní Afriky, na sever po jižní Švédsko, ve východní Asii roste příbuzný druh Alisma canaliculatum . Ze Severní Ameriky je udáván jako nepůvodní z Kalifornie a Oregonu .

## Rozšíření v Česku
V ČR roste převážně v nížinných oblastech Čech i Moravy. Vyskytuje se hlavně při březích vod, v různých zbahnělých a zavodněných příkopech a depresích a často též na obnažených dnech, při březích dolních toků řek, hlavně ve společenstvech obojživelných rostlin sv. Oenanthion aquaticae. Někdy bývá zaměňován s podobným a běžnějším žabníkem jitrocelovým.